# Callimodapsa pici
Callimodapsa pici is een keversoort uit de familie zwamkevers (Endomychidae). De wetenschappelijke naam van de soort werd in 1954 gepubliceerd door André Villiers.